# Jurij Manin
Jurij Ivánovič Mánin (in russo Ю́рий Ива́нович Ма́нин; Sinferopoli, 16 febbraio 1937 – 7 gennaio 2023) è stato un matematico tedesco di origine russo-sovietica, noto per gli importanti contributi dati alla geometria algebrica, alla geometria diofantea, alla logica matematica e alla fisica teorica.

## Biografia
Nato a Sinferopoli, nell'allora Repubblica Socialista Sovietica Ucraina, Manin compì gli studi universitari a Mosca, dapprima laureandosi in matematica nel 1958 all'Università statale e successivamente conseguendo il dottorato nel 1960 presso l'Istituto di matematica Steklov con una tesi il cui relatore era Igor' Šafarevič.
Successivamente è stato ricercatore presso l'istituto Steklov e quindi professore e direttore del Max-Planck-Institut für Mathematik di Bonn, e professore presso la Northwestern University.
Le ricerche iniziali di Manin hanno incluso articoli sull'aritmetica e sui gruppi formali di varietà abeliane, la congettura di Mordell nel caso del campo di funzioni e le equazioni differenziali algebriche. La connessione di Gauss–Manin è fondamentale per lo studio della coomologia nelle famiglie di varietà algebriche.
Manin ha scritto un libro influente sulle superfici cubiche e sulle forme cubiche, mostrando come applicare i metodi della geometria algebrica sia classica che contemporanea, nonché l'algebra nonassociativa. Egli inoltre ha indicato il ruolo del gruppo di Brauer, per rendere conto delle ostruzioni al principio di Hasse tramite la teoria di Grothendieck delle algebre di Azumaya globali, offrendo un nuovo terreno di indagine ad una intera generazione.
Manin ha dato contributi anche alla teoria di Yang-Mills, alla informazione quantistica e alla simmetria speculare.
Ha ottenuto diversi riconoscimenti, tra cui il Nemmers Prize in Mathematics nel 1994, il Premio Schock nel 1999 e la Medaglia Cantor nel 2002.
Nel 1996 divenne membro della Pontificia Accademia delle Scienze.